# Đường mòn Mạch Lý Hạo
Đường mòn Mạch Lý Hạo (tiếng Trung: 麥理浩徑, tiếng Anh: MacLehose Trail) hay Đường mòn MacLehose mở cửa vào ngày 26 tháng 10 năm 1979, là một con đường mòn đi xuyên qua điểm ở Tân Giới, bắt đầu từ Bắc Đàm Dũng, Tây Cống, ở phía đông đến Truân Môn ở phía tây thuộc lãnh thổ Hồng Kông. Toàn bộ con đường dài 100 km, 200 cột để đánh dấu, khoảng cách mỗi cây cột là 500m dọc theo đường đi. Con đường được đặt theo tên của Murray MacLehose, Thống đốc có nhiệm kỳ lâu nhất của Hồng Kông, MacLehose đã thành lập Công viên quốc gia Hồng Kông và bản thân ông là một người đi bộ đường dài nhiệt tình. Con đường mòn đi qua một loạt các cảnh quan thiên nhiên bao gồm các bãi biển và núi.
Đường mòn Mạch Lý Hạo là đường mòn đi bộ đường dài nhất ở Hồng Kông với tổng chiều dài 100 km và được chia thành 10 phần. Các ngọn núi ở trung tâm, mà đường mòn Mạch Lý Hạo đi qua, bao gồm nhiều đỉnh núi cao nhất của Hồng Kông. Phần phía tây, nơi đường mòn uốn lượn đến cuối của nó có nhiều hồ nước và thung lũng.

## Các đoạn của con đường

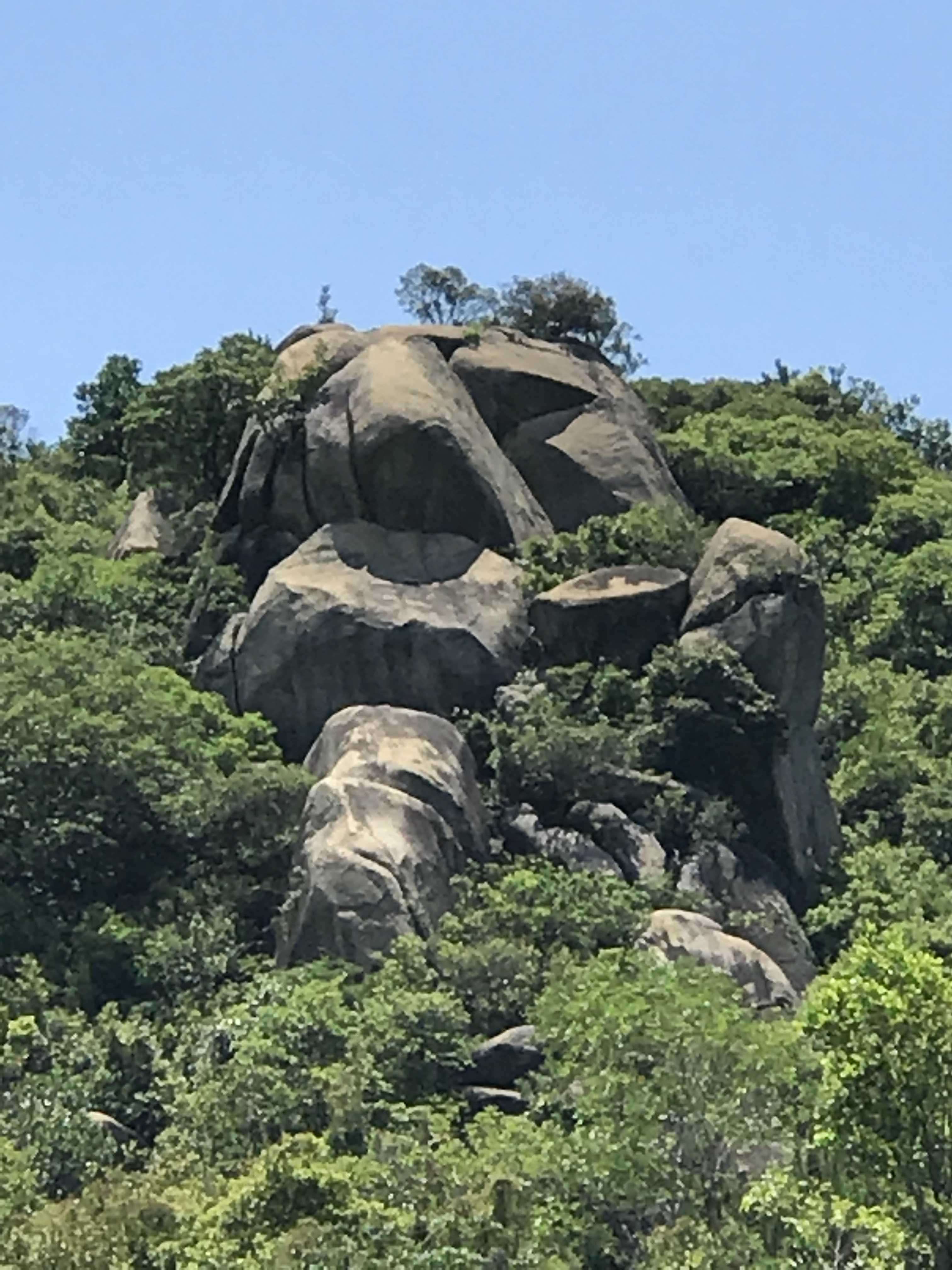
Tượng Thướng Đính Nhân ở đường mòn Mạch Lý Hạo

Đường mòn Mạch Lý Hạo được chia thành mười đoạn:
| Đoạn số                 | Tuyến đường                         | Chiều dài (km) | Thời gian (giờ) | Độ khó khi đi | Điểm (số cột) khởi hành | Điểm kết thúc |
| 1                       | Bắc Đàm Dũng → Lang Gia Loan        | 10.6           | 3.0             |               | 000                     | 020/021       |
| 2                       | Lang Gia Loan → Bắc Đàm Ao          | 13,5           | 5.0             |               | 020/021                 | 048/049       |
| 3                       | Bắc Đàm Ao → Xí Lãnh Hạ             | 10.2           | 4.0             |               | 048/049                 | 068/069       |
| 4                       | Xí Lãnh Hạ → Đại Lão Sơn            | 12,7           | 5.0             |               | 068/069                 | 094           |
| 5                       | Đại Lão Sơn → Đại Bộ Công Lộ        | 10.6           | 3.0             |               | 094                     | 115/116       |
| 6                       | Đại Bộ Công Lộ → Thành Môn          | 4.6            | 1,5             |               | 115/116                 | 124           |
| 7                       | Thành Môn → Diên Khoáng Ao          | 6.2            | 2,5             |               | 124                     | 137           |
| 8                       | Diên Khoáng Ao → Thuyên Cẩm Công Lộ | 9,7            | 4.0             |               | 137                     | 156           |
| 9                       | Thuyên Cẩm Công Lộ → Điền Phu Tể    | 6,3            | 2,5             |               | 156                     | 168/169       |
| 10                      | Điền Phu Tể → Truân Môn             | 15.6           | 5.0             |               | 168/169                 | 200           |
| Ghi chú: Dễ Khó Rất khó |                                     |                |                 |               |                         |               |

Đoạn thứ nhất bắt đầu bằng phẳng dần dần ở phía nam của hồ Vạn Nhi Thủy Khố, trong Công viên quốc gia Tây Cống Đông (4.477 ha). Đây là một khởi đầu dễ chịu. Con đường đi qua các lối đi qua xem các đập và hồ chứa như Hồ chứa nước Tu Tum Tuik. Xe buýt nhỏ hoặc xe buýt khác có thể đi qua con đường này.
Đoạn thứ hai nằm trên những ngọn đồi thoai thoải của bán đảo Tây Cống Đông. 'Tuyến đường bắt đầu từ Lang Gia Loan, sau đó đi lên dốc đến Sai Wan Shan. Khi lên đây sẽ có tầm nhìn hùng vĩ trên một bờ biển tuyệt vời - và về phía bắc hướng tới đỉnh nhọn hình nón. Sau khi xuống Sai Wan, Đường mòn theo các bãi biển đến Ham Tin, sau đó rẽ vào đất liền trên những ngọn đồi ven biển. Cuối cùng, phần Hai váy một số vịnh biển nông, trước khi kết thúc tại Bắc Đàm Ao.'
'Những tảng đá gần Lang Gia Loan là rhyolite, một loại đá núi lửa hạt mịn được hình thành khi dung nham nguội đi nhanh chóng. Các tinh thể sáu mặt của Rhyolite tạo ra, trên quy mô lớn hơn nhiều, các cột đá hình lục giác - mang lại cho bờ biển Lang Gia Loan vẻ ngoài khác biệt. Những cột đá được tạo từ rhyolite màu nâu lởm chởm ở khắp mọi nơi.' 

## Trailwalker
Oxfam Trailwalker, một sự kiện gây quỹ lớn diễn ra hàng năm vào tháng 11 trên đường mòn Mạch Lý Hạo và tuyến đường khác. Điểm xuất phát là tại Bắc Đàm Dũng ở Tây Cống và điểm kết thúc là tại Hiệp hội Bảo Lương Cục ở Nguyên Lãng.